# ماریکو اوکادا
ماریکو اوکادا (انگلیسی: Mariko Okada؛ زادهٔ ۱۱ ژانویهٔ ۱۹۳۳) هنرپیشه اهل ژاپن است. وی از سال ۱۹۵۱ میلادی تاکنون مشغول فعالیت بوده‌است.
از فیلم‌هایی که وی در آن نقش داشته‌است، می‌توان به آخر پاییز، سامورائی ۱: موساشی میاموتو، سامورایی ۲: دوئل در معبد ایچی‌جوجی و سامورائی ۳: دوئل در جزیره گان‌ریو اشاره کرد.